# Poręba
Pour les articles homonymes, voir Poręba (homonymie).
Poręba est une ville de la voïvodie de Silésie et du powiat de Zawiercie. Elle s'étend sur 40,04 km2 et comptait 8 784 habitants en 2006.